# Алехандро Санз
Алехандро Санчез Пизаро (шп. Alejandro Sánchez Pizarro; 18. децембар 1968), познатији као Алехандро Санз (шп. Alejandro Sanz), шпански је музичар, певач и композитор. Аутор је многобројних хит синглова за које је добијао бројне награде међу којима највише Латино Греми. Издао је 13 студијских албума од којих је већина достигла прва места на топ-листама широм света, а највише у његовој родној Шпанији. Песма La Tortura, коју је снимио са Шакиром, постигла је светски успех.

## Дискографија
Студијски албуми
- Los Chulos Son Pa' Cuidarlos (1989)
- Viviendo Deprisa (1991)
- Si Tú Me Miras (1993)
- Básico (1994)
- 3 (1995)
- Más (1997)
- El Alma al Aire (2000)
- No Es lo Mismo (2003)
- El Tren de los Momentos (2006)
- Paraíso Express (2009)
- La Música No Se Toca (2012)
- Sirope (2015)
- #ElDisco (2019)